# Siège de Tlemcen (1290)
Pour les articles homonymes, voir Siège de Tlemcen.
Le siège de Tlemcen en 1290 est une attaque menée par le sultan Mérinide, Abu Yaqub Yusuf an-Nasr face à la ville de Tlemcen, capitale du royaume Zianide sous le règne du sultan Abou Saïd Uthman I.

## Contexte historique
Vers la fin des années 1289, les relations entre les zianides et les mérinides sont encore intactes. Mais le souverain de Fès commence à être jaloux du succès des zianides dans le Maghreb central. Il reproche au sultan de Tlemcen d'entretenir des relations avec le royaume de Grenade et avec Alphonse X,. Uthman aurait aussi accueilli un rebelle mérinide : Mohamed Ibn Wattu, et refuse de l'abandonner. 
Uthman tente de calmer la situation, mais en vain. 

## Siège de la ville
Au printemps de l'année 1290, Abu Yaqub Yusuf an-Nasr se met en marche sur Tlemcen à la tête d'une armée nombreuse. Alerté, le sultan abd al-wadid, qui était en train de combattre les banu Toudjine dans les montagnes des Ouarsenis, se précipite afin de défendre sa capitale.
Il arrive juste à temps et mène fructueusement la défense de la ville, forçant les Mérinides à la retraite après 40 jours de siège,.

## Conséquences
Après des combats terribles et de mémorables assauts, le sultan mérinide se désespère et repart vers l'ouest le 27 septembre 1290 après avoir dévasté les territoires voisins de Tlemcen,.